# マリア・ゴレッティ
マリア・ゴレッティ（Maria Goretti, 1890年10月16日 - 1902年7月6日）は、11歳で殺人被害者となったイタリアの少女。カトリック教会の殉教者、聖人。彼女を列聖した教皇ピウス12世から「20世紀の聖アグネス」と讃えられ、その生涯から少女や青少年、貧しき者、犯罪や性的暴行の被害者の守護聖人とされている。

## 生涯
マリアはイタリア王国アンコーナ県（旧教皇領）のコリナルドで、敬虔なカトリック信者の家庭に生まれた。7人兄弟（4男3女、そのうち1男は夭折）の長女で、「マリエッタ」の愛称で呼ばれた。父アロイジオは貧しい日雇い労働者であったが、信仰を怠ることなく日曜日には家族そろってミサに与かり、彼女は両親から愛情を受けて信仰深く育った。
しかし、父はまだ幼いマリアたちを残してマラリアで他界し、母アスンタ・カルリーニは6人の子供を抱えて、以前から同じ家に住むセレネッリ一家を頼るようになった。母が働きに出るようになり、マリアは9歳にして家事と弟妹の世話を担うこととなる。10歳を迎えたマリアは待望の初聖体を受け、「たとえ死ぬような目に会っても決して大罪は犯さない」と敬虔な生涯を送る決心をする。
セレネッリ家の息子のアレッサンドロは、マリアにただならぬ思いを寄せていた。セレネッリ父子はゴレッティ一家とは違い、キリスト教の信仰から程遠い生活を送っていた。特にアレッサンドロは幼少の頃に母を亡くし、性格が気難しく、周囲に冷淡な態度をとっていた。
1902年7月5日、マリアの母が留守中に悲劇が起こった。当時、妹の子守をしていたマリアは、アレッサンドロに襲われそうになった。体をよこせと脅迫されると、マリアは必死に抵抗し「純潔は神様からいただいたもの、汚してはいけません」と叫んだ。それに逆上したアレッサンドロはナイフでマリアの腹部の数箇所を刺し、彼女は血まみれとなって倒れた。
惨劇から間もなくマリアの母が仕事から帰ってきて、娘を呼んだが一向に声が聞こえず、不審に感じて家に上がると娘の無残な姿を発見した。母は驚愕し、騒ぎに近所の住民が駆けつけた。マリアは病院に移されて手当てを施されたが、すでに手遅れであった。マリアは最後の聖体拝領を受けて祈りつつ、かすかな声で「彼をゆるします」と言い、それから「アレッサンドロ、そんなことをしては地獄に行くわ」と朦朧とした様子で口にすると、死亡した。
この事件はやがて世間に知られ、純潔を守るために命を落とした少女の噂を聞きつけ、彼女の葬儀に数百人が参列した。

## 列聖まで
殺人罪で逮捕されたアレッサンドロは、罪状からすれば死刑に相当するところであったが、未成年（犯行当時19歳）であるという理由で酌量され、30年の懲役を受けた。しかし刑に服しても反省することはなかった。ある日、彼の夢の中にマリアが現れ「私はあなたをゆるしています」と百合の花1輪を渡された。アレッサンドロはマリアが自分を許してくれたと確信して回心した。その後、アレッサンドロは27年目に出所してマリアの母に許しを乞い、母もまたマリアと同様に彼をゆるした。アレッサンドロはカプチン・フランシスコ会の修道院で園丁として働き、1970年に生涯を閉じるまで模範的な人生を全うした。
アレッサンドロを回心に導いた夢のエピソードから、マリアの聖画では百合の花を1輪たずさえた乙女の姿として描かれることが多い。
マリアはカトリック教会から正式に殉教者と認められて列聖調査が始まり、1947年にローマ教皇ピウス12世によって列福され、1950年に列聖された。